# Марджиня (Бухуші, Бакеу)
Марджиня (рум. Marginea) — село у повіті Бакеу в Румунії. Адміністративно підпорядковане місту Бухуші.
Село розташоване на відстані 259 км на північ від Бухареста, 23 км на північний захід від Бакеу, 80 км на південний захід від Ясс, 147 км на північний схід від Брашова.

## Населення
За даними перепису населення 2002 року у селі проживали 205 осіб, усі — румуни. Усі жителі села рідною мовою назвали румунську.